# 1994 WR12
1994 WR12 là một tiểu hành tinh dài ít hơn một km, được phân loại là vật thể gần Trái Đất thuộc nhóm Aten, đường kính khoảng 130 mét. Lần đầu tiên được chụp tại Đài thiên văn Kitami vào ngày 26 tháng 11 năm 1994, tiểu hành tinh được phát hiện hai đêm sau đó bởi nhà thiên văn học người Mỹ Carolyn S. Shoemaker tại Đài thiên văn Palomar vào ngày 28 tháng 11 năm 1994. Sau đó nó không được quan sát từ năm 1994 cho đến khi được Mauna Kea phục hồi vào tháng 3 năm 2016. Nó đã bị xóa khỏi Bảng rủi ro Sentry vào ngày 2 tháng 4 năm 2016.

## Sự miêu tả
1994 WR12 quay quanh Mặt trời ở khoảng cách 0,5-1.1   AU cứ sau 8 tháng một lần (240 ngày). Quỹ đạo của nó có độ lệch tâm là 0,40 và độ nghiêng 7 ° so với đường hoàng đạo.
Nó có khoảng cách quỹ đạo tối thiểu Trái Đất là 0,0019 AU (280.000 km), nghĩa là khoảng cách 0,7 khoảng cách mặt trăng. Vào ngày 2046-ngày 25 tháng 11, nó sẽ vượt qua 0,0108589 AU (1.624.470 km) từ Trái Đất với độ không chắc chắn là ± 800   km. Trong khi được liệt kê trên Bảng rủi ro Sentry, phạm vi cho khoảng cách tiếp cận gần 2046 thay đổi từ 0,001 AU (150.000 km) đến 0,039 AU (5.800.000 km) từ Trái Đất.
Trong khi được liệt kê trên Bảng rủi ro Sentry, bản sao ảo của tiểu hành tinh phù hợp với sự không chắc chắn trong quỹ đạo đã biết cho thấy có 116 tác động tiềm tàng trong khoảng thời gian từ năm 2054 đến 2109. Nó có khoảng 1 trên 9090 cơ hội tác động đến Trái Đất. Quỹ đạo được biết đến trước đây của tiểu hành tinh này còn phức tạp hơn nữa khi tiếp cận gần với Sao Kim và Sao Thủy. Nó đã được Mauna Kea thu hồi vào tháng 3 năm 2016, đã kéo dài vòng cung quan sát từ 34 ngày lên 21 năm.
Người ta ước tính rằng một tác động sẽ tạo ra tương đương 77 megatons TNT, gần gấp 1,5 lần so với vũ khí hạt nhân mạnh nhất từng được kích nổ (Tsar Bomba).